# Office national des examens et concours
L'Office national des examens et concours (ONEC) en arabe : الديوان الوطني للإمتحانات والمسابقات, est un établissement public à caractère administratif (EPA).
Sa mission est de rassembler toutes les conditions nécessaires pour assurer le bon déroulement des examens et concours scolaires et professionnels relevant du ministère de l'Éducation nationale algérienne, tels que l'examen du Brevet d’enseignement moyen (BEM), le baccalauréat (BAC)  et, auparavant, l'examen du cinquième en primaire. Le siège social de l'ONEC se trouve au 3, Rue Professeur Vincent Telemly à Alger.